# محمد عبد المنصف
محمد عبد المنصف (مواليد 6 فبراير 1977) هو حارس مرمى مصري يلعب حاليًا لصالح نادي وادي دجلة. بدأ عبد المنصف مسيرته الكروية مع نادي مزارع دينا قبل أن ينتقل لنادي الزمالك عام 1999. وبعد مسيرة طولية مع النادي دامت أكثر من 11 عام، طلب عبد المنصف من إداراة النادي السماح له بالانتقال لنادي الجونة بسبب عدم مشاركته أساسيًا في ظل تألق عبد الواحد السيد. وهو ما تم في يوليو 2010 مقابل مليوني جنيه.

## إنجازات
مع منتخب مصر
- كأس الأمم الأفريقية (2): 2006، 2008.

مع الزمالك
- بطولة الدوري المصري (3): 2000-2001 ، 2002-2003 ، 2003-2004.
- كأس مصر (3): 2000، 2002 ، 2008.
- كأس السوبر المصري (2): 2001 ، 2002
- دوري أبطال أفريقيا (1): 2002
- كأس السوبر الأفريقي (1): 2003
- كأس الكؤوس الأفريقية (1): 2000
- كأس العالم العربي للأندية (1): 2003
- كأس السوبر المصري السعودي (1): 2003

## روابط خارجية
- محمد عبد المنصف على موقع الاتحاد الدولي (مؤرشف)  (الإنجليزية)
- محمد عبد المنصف على موقع قاعدة بيانات كرة القدم.إي يو (الإنجليزية)
- محمد عبد المنصف على موقع ناشيونال فوتبول تيمز (الإنجليزية)
- محمد عبد المنصف على موقع Soccerway.com (الإنجليزية)